# Virgílio Teixeira
Virgílio Teixeira (Funchal, 26 de octubre de 1917 - Funchal, 5 de diciembre de 2010) fue un actor portugués afincado en España.

## Biografía
Fue conocido como un "galán" portugués y un actor principal durante los años 1940, 1950 y 1960.
Teixeira nació en Funchal, Madeira, el 26 de octubre de 1917. Comenzó su carrera en el cine portugués y español antes de tomar papeles en producciones de Hollywood. Teixeira hizo su debut cinematográfico en la película de 1943, Ave de Arribação. En 1948, Teixeira retrató a Julio, el interés amoroso del personaje de Amalia Rodrigues, en Fado, História de uma Cantadeira, que fue dirigida por Perdigão Queiroga. Su último trabajo en cine y televisión portuguesa incluyó A Mulher do Próximo en 1982 y la telenovela, Chuva na Areia, en 1984. 
Los créditos de Teixeira en Hollywood incluyeron papeles en Alejandro Magno (1956), El regreso de los siete magníficos (1956) y Doctor Zhivago (1965).
Además, Teixeira fue el primer director del Centro das Comunidades Madeirenses. 
Virgilio Teixeira murió en Funchal, Madeira, de problemas respiratorios el 5 de diciembre de 2010, a la edad de 93 años.
Le sobrevivió su esposa, Vanda Teixeira. 
El presidente del Gobierno Regional de Madeira, Alberto João Jardim, llamó a Teixeira un "Gran Madeira" después de su muerte.

### Filmografía
https://m.imdb.com/name/nm0854149/?ref_=m_nmfmd_act_i
- 2010 : Endless Memories